# Serra del Tossal Clos
La Serra del Tossal Clos és una serra situada al municipi de Margalef a la comarca del Priorat, amb una elevació màxima de 885 metres.